# Parilimya neozelanica
Parilimya neozelanica är en musselart som först beskrevs av Suter 1914.  Parilimya neozelanica ingår i släktet Parilimya och familjen Parilimyidae. Inga underarter finns listade i Catalogue of Life.